# Intel-Arc-A-Serie

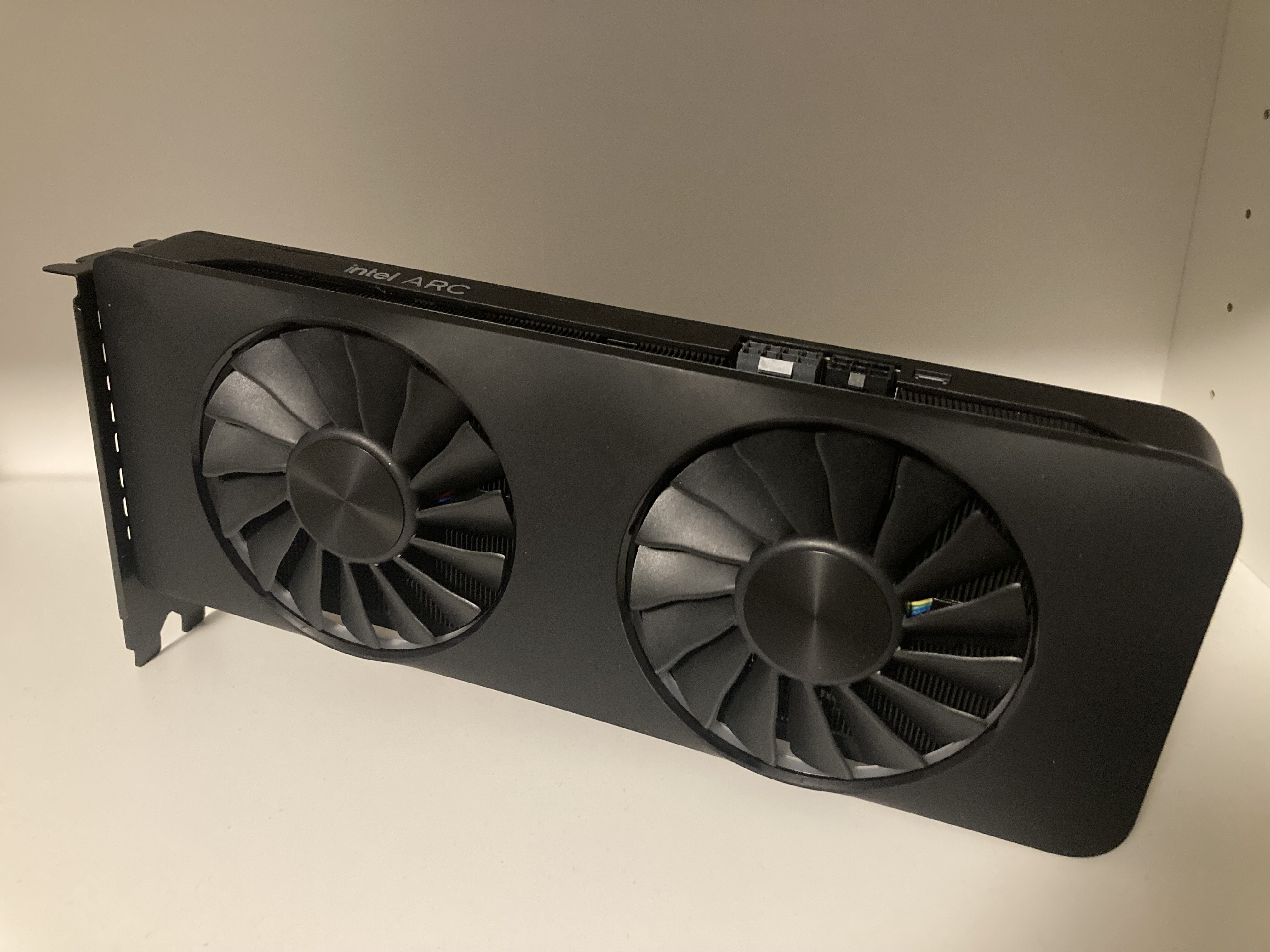
Intel Arc A770-Grafikkarte

Die Intel-Arc-A-Serie ist eine Serie von diskreten Grafikkarten der Firma Intel, die im August 2021 angekündigt und am 14. Juni 2022 (A380) veröffentlicht wurde. Das stärkste Modell A770 wurde am 12. Oktober 2022 in den Markt eingeführt. Sie stellt die erste Generation Alchemist der Intel-Arc-Serie dar. Nachfolger ist die Intel-Arc-B-Serie. 

## Alchemist-Architektur
Die erste Generation von Intel Arc-Grafikkarten (Codename „Alchemist“) wurde unter dem bisherigen Codenamen „DG2“ entwickelt und am 30. März 2022 veröffentlicht. Sie ist sowohl als Add-on-Desktop-Karten- als auch als Laptop-Formfaktor erhältlich. TSMC stellt den Chip im N6-Verfahren her.
Alchemist verwendet die Intel Xe GPU-Architektur, genauer gesagt die Xe-HPG-Variante. Alchemist unterstützt hardwarebasiertes Raytracing, XeSS oder Supersampling auf Basis neuronaler Netze (ähnlich zu Nvidias DLSS) und DirectX 12 Ultimate. Unterstützt wird außerdem DisplayPort 2.0 und Übertaktung. Der AV1-Hardware-Encoder mit fester Funktion ist in Alchemist-GPUs als Teil des Intel Quick Sync-Videokerns enthalten. Intel bestätigte, dass die Adaptive Scalable Texture Compression (ASTC)-Unterstützung ab Alchemist von der Hardware entfernt wurde und künftige Intel Arc GPU-Mikroarchitekturen sie ebenfalls nicht unterstützen werden. Intel Arc Alchemist unterstützt Single Root I/O Virtualization (SR-IOV) nicht. Intel Arc Alchemist unterstützt Direct3D 9 nicht nativ, sondern greift stattdessen auf den D3D9On12-Wrapper zurück, der Direct3D 9-Aufrufe in ihre Direct3D 12-Äquivalente übersetzt. Intel Arc unterstützt beispielsweise OpenCL 3.0, diese GPU kann im Grid World Community Grid arbeiten. In OpenCL 3.0 ist die OpenCL 1.2-Funktionalität zu einer obligatorischen Basislinie geworden, während alle OpenCL 2.x- und OpenCL 3.0-Funktionen optional gemacht wurden.
Display-Anschlüsse: DisplayPort 2.0 (40 Gbit/s Bandbreite) und HDMI 2.1

## Datenübersicht

### Grafikprozessoren
| Grafikchip | Fertigung | Fertigung      | Fertigung   | Aktive Einheiten | Aktive Einheiten | Aktive Einheiten | Aktive Einheiten | Aktive Einheiten | Aktive Einheiten | Aktive Einheiten | L2-Cache | Speicher- interface | API-Support | API-Support | API-Support | API-Support | Bus- schnitt- stelle |
| Grafikchip | Prozess   | Transis- toren | Die- Fläche | ROPs             | Xe- Kerne        | EUs              | ALUs             | TMUs             | XMX- Kerne       | RT- Kerne        | L2-Cache | Speicher- interface | DirectX     | OpenGL      | OpenCL      | Vulkan      | Bus- schnitt- stelle |
| ---------- | --------- | -------------- | ----------- | ---------------- | ---------------- | ---------------- | ---------------- | ---------------- | ---------------- | ---------------- | -------- | ------------------- | ----------- | ----------- | ----------- | ----------- | -------------------- |
| ACM-G10    | TSMC N6   | 21,7 Mrd.      | 406 mm²     | 128              | 32               | 512              | 4096             | 256              | 512              | 32               | 16 MiB   | 256 Bit             | 12.2        | 4.6         | 3.0         | 1.3         | PCIe 4.0 ×16         |
| ACM-G11    | TSMC N6   | 07,2 Mrd.      | 157 mm²     | 032              | 08               | 128              | 1024             | 064              | 128              | 08               | 04 MiB   | 096 Bit             | 12.2        | 4.6         | 3.0         | 1.3         | PCIe 4.0 ×80         |
| ACM-G12    | TSMC N6   | 11,5 Mrd.      | 269 mm²     | 064              | 16               | 256              | 2048             | 128              | 256              | 16               | 12 MiB   | 192 Bit             | 12.2        | 4.6         | 3.0         | 1.3         | PCIe 4.0 ×80         |

### Desktop-Modelldaten
| Marke \| Modell | Marke \| Modell | Offizieller Launch | Grafikprozessor (GPU) | Grafikprozessor (GPU) | Grafikprozessor (GPU) | Grafikprozessor (GPU) | Grafikprozessor (GPU) | Grafikprozessor (GPU) | Grafikprozessor (GPU) | Grafikspeicher  | Grafikspeicher | Grafikspeicher      | Grafikspeicher                 | Leistungsdaten             | Leistungsdaten             | Leistungsdaten | Leistungsdaten | Leistungsaufnahme | Leistungsaufnahme | Leistungsaufnahme |
| Marke \| Modell | Marke \| Modell | Offizieller Launch | Typ                   | Aktive Einheiten      | Aktive Einheiten      | Aktive Einheiten      | Aktive Einheiten      | Chiptakt              | Chiptakt              | Speicher- größe | Speicher- takt | Speicher- interface | Speicher- bandbreite (in GB/s) | Rechenleistung (in TFlops) | Rechenleistung (in TFlops) | Füllrate       | Füllrate       | TBP               | Messwerte         | Messwerte         |
| Marke \| Modell | Marke \| Modell | Offizieller Launch | Typ                   | ROPs                  | Xe- Kerne             | ALUs                  | TMUs                  | Basis (MHz)           | Boost (MHz)           | Speicher- größe | Speicher- takt | Speicher- interface | Speicher- bandbreite (in GB/s) | 32 Bit                     | 64 Bit                     | Pixel (GP/s)   | Texel (GT/s)   | TBP               | Idle              | 3D- Last          |
| --------------- | --------------- | ------------------ | --------------------- | --------------------- | --------------------- | --------------------- | --------------------- | --------------------- | --------------------- | --------------- | -------------- | ------------------- | ------------------------------ | -------------------------- | -------------------------- | -------------- | -------------- | ----------------- | ----------------- | ----------------- |
| Arc 3           | A310            | 12. Okt. 2022      | ACM-G11               | 016                   | 06                    | 0768                  | 032                   | 1750                  | 1750                  | 04 GiB GDDR6    | 1937 MHz       | 064 Bit             | 124                            | 02,69                      | 0,67                       | 028,0          | 056,0          | 075 W             | k. A.             | k. A.             |
| Arc 3           | A350            | 2022               | ACM-G11               | 024                   | 06                    | 0768                  | 048                   | 1750                  | 1750                  | 04 GiB GDDR6    | 1937 MHz       | 064 Bit             | 124                            | 02,69                      | 0,67                       | 048,0          | 096,0          | 075 W             | k. A.             | k. A.             |
| Arc 3           | A380            | 14. Juni 2022      | ACM-G11               | 032                   | 08                    | 1024                  | 064                   | 2000                  | 2050                  | 06 GiB GDDR6    | 1937 MHz       | 096 Bit             | 186                            | 04,20                      | 1,05                       | 065,6          | 131,2          | 075 W             | k. A.             | k. A.             |
| Arc 5           | A580            | 10. Okt. 2023      | ACM-G10               | 096                   | 24                    | 3072                  | 192                   | 1700                  | 1700                  | 08 GiB GDDR6    | 2000 MHz       | 256 Bit             | 512                            | 12,29                      | 1,54                       | 192,0          | 384,0          | 175 W             | 39 W              | 197 W             |
| Arc 7           | A750            | 12. Okt. 2022      | ACM-G10               | 112                   | 28                    | 3584                  | 224                   | 2050                  | 2400                  | 08 GiB GDDR6    | 2000 MHz       | 256 Bit             | 512                            | 17,20                      | 2,15                       | 268,8          | 537,6          | 225 W             | 37 W              | 208 W             |
| Arc 7           | A770            | 12. Okt. 2022      | ACM-G10               | 128                   | 32                    | 4096                  | 256                   | 2100                  | 2400                  | 08 GiB GDDR6    | 2000 MHz       | 256 Bit             | 512                            | 19,66                      | 2,46                       | 307,2          | 614,4          | 225 W             | k. A.             | 220 W             |
| Arc 7           | A770            | 12. Okt. 2022      | ACM-G10               | 128                   | 32                    | 4096                  | 256                   | 2100                  | 2400                  | 16 GiB GDDR6    | 2000 MHz       | 256 Bit             | 512                            | 19,66                      | 2,46                       | 307,2          | 614,4          | 225 W             | 42 W              | 223 W             |

### Notebook-Modelldaten
| Marke \| Modell | Marke \| Modell | Offizieller Launch | Grafikprozessor (GPU) | Grafikprozessor (GPU) | Grafikprozessor (GPU) | Grafikprozessor (GPU) | Grafikprozessor (GPU) | Grafikprozessor (GPU) | Grafikprozessor (GPU) | Grafikspeicher  | Grafikspeicher | Grafikspeicher      | Grafikspeicher                 | Leistungsdaten             | Leistungsdaten             | Leistungsdaten | Leistungsdaten | Leistungs- aufnahme |
| Marke \| Modell | Marke \| Modell | Offizieller Launch | Typ                   | Aktive Einheiten      | Aktive Einheiten      | Aktive Einheiten      | Aktive Einheiten      | Chiptakt              | Chiptakt              | Speicher- größe | Speicher- takt | Speicher- interface | Speicher- bandbreite (in GB/s) | Rechenleistung (in TFlops) | Rechenleistung (in TFlops) | Füllrate       | Füllrate       | TBP                 |
| Marke \| Modell | Marke \| Modell | Offizieller Launch | Typ                   | ROPs                  | Xe- Kerne             | ALUs                  | TMUs                  | Basis (MHz)           | Boost (MHz)           | Speicher- größe | Speicher- takt | Speicher- interface | Speicher- bandbreite (in GB/s) | 32 Bit                     | 64 Bit                     | Pixel (GP/s)   | Texel (GT/s)   | TBP                 |
| --------------- | --------------- | ------------------ | --------------------- | --------------------- | --------------------- | --------------------- | --------------------- | --------------------- | --------------------- | --------------- | -------------- | ------------------- | ------------------------------ | -------------------------- | -------------------------- | -------------- | -------------- | ------------------- |
| Arc 3           | A350M           | 30. März 2022      | ACM-G11               | 024                   | 06                    | 0768                  | 048                   | 1150                  | 2200                  | 04 GiB GDDR6    | 1750 MHz       | 064 Bit             | 112                            | 03,38                      | 0,84                       | 052,8          | 105,6          | 025-35 W            |
| Arc 3           | A370M           | 30. März 2022      | ACM-G11               | 032                   | 08                    | 1024                  | 064                   | 1550                  | 2050                  | 04 GiB GDDR6    | 1750 MHz       | 064 Bit             | 112                            | 04,20                      | 1,05                       | 065,6          | 131,2          | 035-50 W            |
| Arc 3           | A380M           | 24. Jan. 2023      | ACM-G11               | 032                   | 08                    | 1024                  | 064                   | 1550                  | 2000                  | 06 GiB GDDR6    | 1937 MHz       | 096 Bit             | 186                            | 04,10                      | 1,02                       | 064,0          | 128,0          | 035-50 W            |
| Arc 5           | A530M           | 1. Aug. 2023       | ACM-G12               | 048                   | 12                    | 1536                  | 096                   | 0900                  | 1300                  | 08 GiB GDDR6    | 1750 MHz       | 128 Bit             | 224                            | 03,99                      | k. A.                      | 062,4          | 124,8          | 065-95 W            |
| Arc 5           | A550M           | Q2 2022            | ACM-G10               | 064                   | 16                    | 2048                  | 128                   | 0900                  | 2050                  | 08 GiB GDDR6    | 1750 MHz       | 128 Bit             | 224                            | 08,40                      | 0,92                       | 131,2          | 262,4          | 060-80 W            |
| Arc 5           | A570M           | 1. Aug. 2023       | ACM-G12               | 064                   | 16                    | 2048                  | 128                   | 0900                  | 1300                  | 08 GiB GDDR6    | 1750 MHz       | 128 Bit             | 224                            | 05,33                      | k. A.                      | 083,2          | 166,4          | 075-95 W            |
| Arc 7           | A730M           | Q2 2022            | ACM-G10               | 096                   | 24                    | 3072                  | 192                   | 1100                  | 2050                  | 12 GiB GDDR6    | 1750 MHz       | 192 Bit             | 336                            | 12,60                      | 1,69                       | 196,8          | 393,6          | 80-120 W            |
| Arc 7           | A770M           | Q2 2022            | ACM-G10               | 128                   | 32                    | 4096                  | 256                   | 1650                  | 2050                  | 16 GiB GDDR6    | 2000 MHz       | 256 Bit             | 512                            | 16,79                      | 3,38                       | 262,4          | 524,8          | 120-150 W           |

### Workstation-Modelldaten
| Marke \| Modell | Marke \| Modell | Offizieller Launch | Grafikprozessor (GPU) | Grafikprozessor (GPU) | Grafikprozessor (GPU) | Grafikprozessor (GPU) | Grafikprozessor (GPU) | Grafikprozessor (GPU) | Grafikprozessor (GPU) | Grafikspeicher  | Grafikspeicher | Grafikspeicher      | Grafikspeicher                 | Leistungsdaten             | Leistungsdaten             | Leistungsdaten | Leistungsdaten | Leistungs- aufnahme |
| Marke \| Modell | Marke \| Modell | Offizieller Launch | Typ                   | Aktive Einheiten      | Aktive Einheiten      | Aktive Einheiten      | Aktive Einheiten      | Chiptakt              | Chiptakt              | Speicher- größe | Speicher- takt | Speicher- interface | Speicher- bandbreite (in GB/s) | Rechenleistung (in TFlops) | Rechenleistung (in TFlops) | Füllrate       | Füllrate       | TBP                 |
| Marke \| Modell | Marke \| Modell | Offizieller Launch | Typ                   | ROPs                  | Xe- Kerne             | ALUs                  | TMUs                  | Basis (MHz)           | Boost (MHz)           | Speicher- größe | Speicher- takt | Speicher- interface | Speicher- bandbreite (in GB/s) | 32 Bit                     | 64 Bit                     | Pixel (GP/s)   | Texel (GT/s)   | TBP                 |
| --------------- | --------------- | ------------------ | --------------------- | --------------------- | --------------------- | --------------------- | --------------------- | --------------------- | --------------------- | --------------- | -------------- | ------------------- | ------------------------------ | -------------------------- | -------------------------- | -------------- | -------------- | ------------------- |
| Arc Pro         | A30M (Notebook) | 8. Aug. 2022       | ACM-G11               | 32                    | 08                    | 1024                  | 064                   | 1500                  | 2000                  | 04 GiB GDDR6    | 2000 MHz       | 064 Bit             | 128                            | 4,10                       | 1,02                       | 064,0          | 128,0          | 050 W               |
| Arc Pro         | A40             | 8. Aug. 2022       | ACM-G11               | 32                    | 08                    | 1024                  | 064                   | 1500                  | 1700                  | 06 GB GDDR6     | 2000 MHz       | 096 Bit             | 192                            | 3,48                       | 0,87                       | 054,4          | 108,8          | 050 W               |
| Arc Pro         | A50             | 8. Aug. 2022       | ACM-G11               | 32                    | 08                    | 1024                  | 064                   | 2000                  | 2350                  | 06 GB GDDR6     | 2000 MHz       | 096 Bit             | 192                            | 3,48                       | 1,20                       | 075,2          | 150,4          | 075 W               |
| Arc Pro         | A60M (Notebook) | 6. Juni 2023       | ACM-G12               | 64                    | 16                    | 2048                  | 128                   | 900                   | 1300                  | 08 GB GDDR6     | 2000 MHz       | 128 Bit             | 256                            | 5,33                       | k. A.                      | 083,2          | 166,4          | 095 W               |
| Arc Pro         | A60             | 6. Juni 2023       | ACM-G12               | 64                    | 16                    | 2048                  | 128                   | 900                   | 2050                  | 12 GiB GDDR6    | 2000 MHz       | 192 Bit             | 384                            | 8,40                       | k. A.                      | 131,2          | 262,4          | 130 W               |

### Embedded-Modelle
Die Desktop-Grafikkarten Arc 3 A310, Arc 3 A380, Arc 5 A580, Arc 7 A750 sowie die Notebook-Grafikkarten Arc 3 350M und Arc 3 A370M sind auch als Embedded-Modelle mit den gleichen Modelldaten verfügbar.